# Felsőlunkoj
Felsőlunkoj románul: Luncoiu de Sus, falu Romániában, Erdélyben, Hunyad megyében.

## Fekvése
Brádtól délkeletre fekvő település.

## Története
Felsőlunkoj, Lankoj nevét 1439-ben említette először oklevél Felsew-Lankoyh néven.
1525-ben Lonkwy néven említették, mint Világosvár tartozékát. A későbbiekben neve többféle változatban is előfordult: 1733-ban Felső-Loszkovény, 1750-ben Felső-Lunkoj, 1760–1762 között Fel Lunkoj, 1808-ban Lunkoj (Felső-), Lunka de szusz, 1888-ban  Felső-Lunkoj, 1913-ban Felsőlunkoj formában írták.
A trianoni békeszerződés előtt Hunyad vármegye Brádi járásához tartozott.
1910-ben 730 román lakosából 729 görögkeleti ortodox volt.

## Források

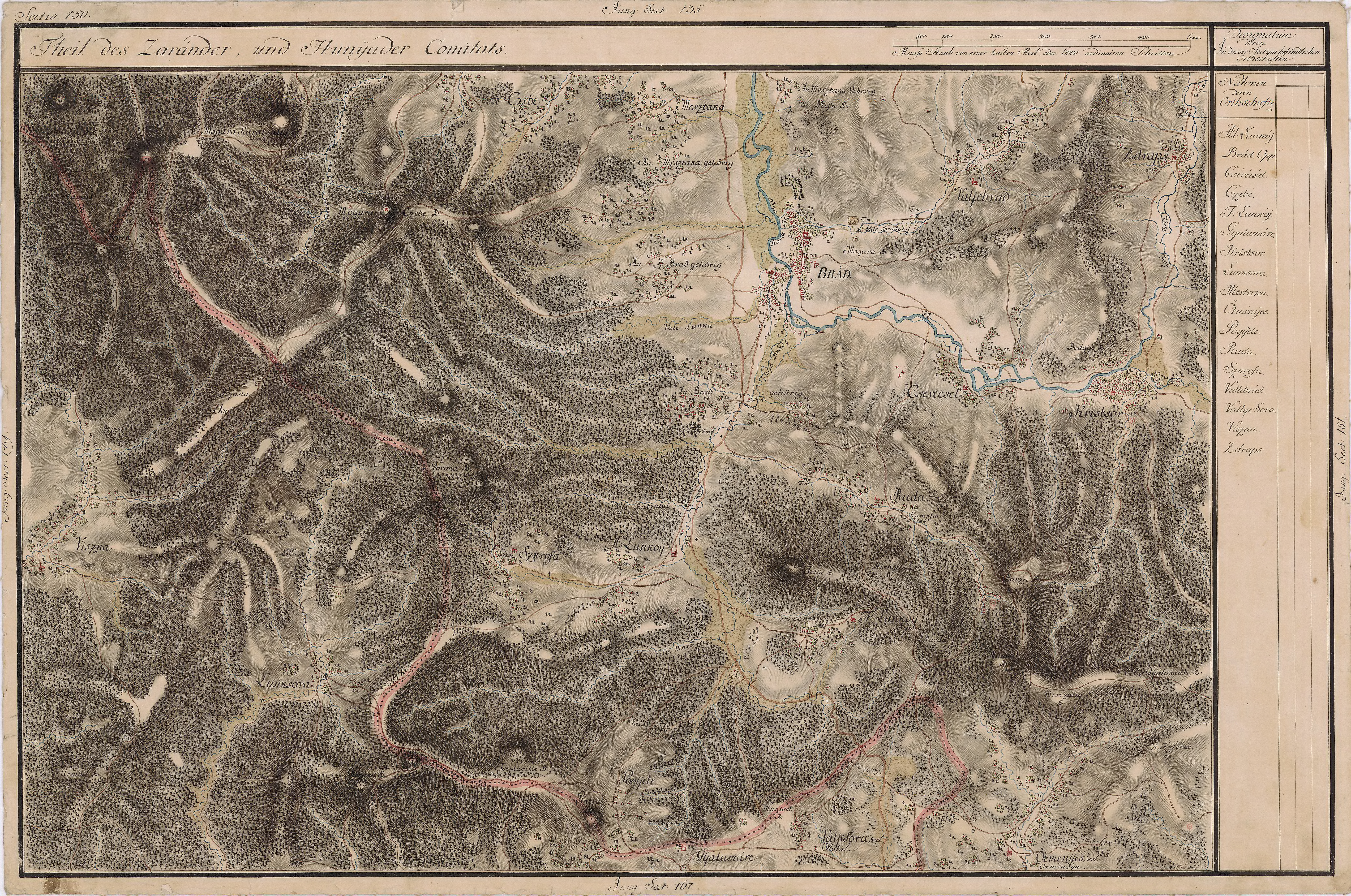
Felsőlunkoj egy régi térképen